# Жювеналь дез Юрсен, Кристоф
Кристоф Жювеналь дез Юрсен (фр. Christophe Juvénal des Ursins; ок. 1525 — 1588), маркиз де Тренель — французский государственный деятель.

## Биография
Сын Франсуа Жювеналя дез Юрсена, барона де Тренель, и Анны Л'Орфевр д'Орфёй.
Сеньор де Ла-Шапель-Готье, Мариньи-Ле-Шатель, Эрменонвиль и Дою-ан-Бри.
В 1562 году пожалован в рыцари ордена короля.
В конце 1572 года, после резни святого Варфоломея, стал губернатором Парижа.
Член Государственного и Тайного советов. Капитан ста тяжеловооруженных всадников.
Пожалован в рыцари ордена Святого Духа при его основании 31 декабря 1578.
В его пользу барония Тренель была возведена в ранг маркизата.

## Семья
Жена: Мадлен де Люксембург, дочь Антуана II де Люксембурга, графа де Бриенн, и Маргариты Савойской
Дети:
- Франсуа (1569—9.10.1650), маркиз де Тренель. Жена: Гийеметта д'Оржемон, дама де Мери, дочь Клода д'Оржемона, сеньора де Мери, и Мадлен д'Авогур
- Филипп, ум. юным
- Катрин (ок. 1560 — ранее 1589). Муж (1577): Клод де Арвиль (ум. 1636), сеньор де Палезо, вице-адмирал Франции
- Маргерит. Муж 1): Жиль Жювеналь дез Юрсен, сеньор д'Армантьер; 2) (развод до 1601): Анри де Бов (ум. после 1621), барон де Контенан
- Изабель (ум. 10.07.1644). Муж 1): Меркюр де Сен-Шаман; 2) (14.09.1613): Луи де Ламарк (ум. 1626), маркиз де Мони